# Cantagalo
Cet article possède un paronyme, voir Cantagallo.
Cantagalo est une ville de l'État de Rio de Janeiro au Brésil. La ville comptait 19 830 habitants en 2010 et sa superficie est de 748,77 km2. La colonisation de son territoire remonte à 1755.
La ville doit son développement à l'or. L'agriculture et l'industrie du ciment sont aujourd'hui les principales activités économiques.
L'écrivain Euclides da Cunha est né à Cantagalo le 15 janvier 1886.

## Maires
| Période | Période | Identité                                   | Étiquette | Qualité |
| ------- | ------- | ------------------------------------------ | --------- | ------- |
| 2009    | 2012    | Joaquim Augusto « Guga » Carvalho de Paula | PP        |         |